# Hațkî, raionul Cerkasî, regiunea Cerkasî
Hațkî (în ucraineană Хацьки) este o comună în raionul Cerkasî, regiunea Cerkasî, Ucraina, formată numai din satul de reședință.

## Demografie
Componența lingvistică a comunei Hațkî
     Ucraineană (97,04%)
     Rusă (2,71%)
     Alte limbi (0,06%)
Conform recensământului din 2001, majoritatea populației comunei Hațkî era vorbitoare de ucraineană (97,04%), existând în minoritate și vorbitori de rusă (2,71%).